# Anna z Trapezuntu
Anna z Trapezuntu (grec.Άννα Μεγάλη Κομνηνή, Anna Megalē Komnēnē, ur. 6 kwietnia 1357, zm. po 30 listopada 1406) – królowa Gruzji, żona Bagrata V.

## Życiorys
Była córką Aleksego III Komnena i Teodory Kantakuzeny. W 1367 została wydana w wieku 10 lat za Bagrata V (1360-1393). Ich synem był Konstantyn, król Gruzji w latach 1407–1412 jako Konstantyn I. 